# Seznam krajev Unescove svetovne dediščine v Belorusiji
Svetovna dediščina Organizacije Združenih narodov za izobraževanje, znanost in kulturo (UNESCO) je pomembna za kulturno ali naravno dediščino, kot je opisano v Unescovi konvenciji o svetovni dediščini, ustanovljeni leta 1972. Kulturno dediščino sestavljajo spomeniki (kot so arhitekturna dela, monumentalne skulpture ali napisi), skupine zgradb in najdišča (vključno z arheološkimi najdišči). Naravne značilnosti (ki jih sestavljajo fizične in biološke formacije), geološke in fiziografske formacije (vključno s habitati ogroženih vrst živali in rastlin) ter naravna območja, ki so pomembna z vidika znanosti, ohranjanja ali naravne lepote, so opredeljena kot naravna dediščina. Belorusija je konvencijo sprejela 12. oktobra 1988, zaradi česar so njena naravna in zgodovinska območja upravičena do vključitve na seznam.
Od leta 2021 so v Belorusiji štiri območja svetovne dediščine. Prvo območje, dodano na seznam, je bil Białowieża Forest leta 1992, ki predstavlja razširitev območja, ki je bilo predhodno uvrščeno na Poljsko leta 1979. To je edino naravno območje v Belorusiji, ostala tri so kulturna. Poleg Beloveške pušče je tudi Struvejev geodetski lok transnacionalno območje in si ga deli še z devetimi drugimi državami. Od leta 2020 ima Belorusija na poskusnem seznamu pet območij; vsi so bili dodani leta 2004.

## Mesta svetovne dediščine
Unesco navaja območja po desetih merilih; vsaka prijava mora izpolnjevati vsaj enega od kriterijev. Kriteriji od i do vi so kulturni, od vii do x pa naravni.
| Ime                                            | Slika                                                                    | Lokacija                             | Leto vpisa | Kriterij                     | Opis |
| ---------------------------------------------- | ------------------------------------------------------------------------ | ------------------------------------ | ---------- | ---------------------------- | --- |
| Beloveška pušča*                               | Forest scenery, some broken trees                                        | Brestska oblast in Grodnenska oblast | 1992, 2014 | 33ter; vii (naravna)         | Beloveška pušča je velik gozdni kompleks, vključno z obsežnimi starimi gozdovi, na meji med Poljsko in Belorusijo. Je primer kopenske ekoregije srednjeevropskih mešanih gozdov in vrsto povezanih negozdnih habitatov, vključno z vlažnimi travniki, rečnimi dolinami in drugimi mokrišči. Območje je dom največje prostoživeče populacije zobrov, pa tudi volka, risa in vidre. Poljski del območja je bil prvič dodan na seznam leta 1979. Beloruski del, Beloveška Pušča, je bil dodan leta 1992, medtem ko je leta 2014 prišlo do velike razširitve zavarovanega območja.                                                               |
| Kompleks gradu Mir                             | Red brick castle with several towers                                     | Mir, Grodnenska oblast               | 2000       | 625; ii, iv (kulturno)       | Grad Mir leži na območju z burno zgodovino, ki je vplivala na njegov razvoj. Gradnja se je začela konec 15. stoletja v gotskem slogu. Kasnejše prezidave so bile izvedene pod vplivi renesanse in baroka. Med Napoleonovimi vojnami je bila močno poškodovana in obnovljena v poznem 19. stoletju. |
| Struvejev geodetski lok*                       | A stone pillar with the inscription about the site. Trees behind.        | Brestska oblast in Grodnenska oblast | 2005       | 1187; ii, iii, vi (kulturno) | Struvejev geodetski lok je niz triangulacijskih točk, ki se raztezajo na razdalji 2820 kilometrov od Hammerfesta na Norveškem do Črnega morja. Točke je postavil v raziskavi astronom Friedrich Georg Wilhelm von Struve, ki je prvi izvedel natančno izmero dolgega odseka poldnevnika, kar je pomagalo ugotoviti velikost in obliko Zemlje. Prvotno je bilo 265 postajnih točk. Območje svetovne dediščine vključuje 34 točk v desetih državah (od severa proti jugu: Norveška, Švedska, Finska, Rusija, Estonija, Latvija, Litva, Belorusija, Moldavija, Ukrajina), od katerih jih je pet v Belorusiji (na sliki oznaka mesta v Tupiški). |
| Dediščina plemiške družine Radziwill v Nesvižu | Palace courtyard surrounded with yellow buildings. A well in the middle. | Nesviž, Minska oblast                | 2005       | 1196; ii, iv, vi (kulturno)  | Grad Nesviž je bil dom družine Radziwiłł, ki je gradila in vzdrževala grad od 16. stoletja do leta 1939. Radziwiłłi so bili pokrovitelji znanosti in umetnosti ter so v mesto Nesviž vabili umetnike, obrtnike in arhitekte. Te interakcije so pomagale prenesti trende iz južne in zahodne Evrope v srednjo in vzhodno Evropo. Kompleks obsega rezidenčni grad in mavzolej-cerkev Corpus Christi skupaj z njuno urejeno okolico. |

## Poskusni seznam
Poleg območij, vpisanih na Seznam svetovne dediščine, lahko države članice vodijo seznam začasnih območij, ki jih lahko upoštevajo pri nominaciji. Nominacije za seznam svetovne dediščine so sprejete le, če je bilo območje predhodno uvrščeno na poskusni seznam. Od leta 2020 je Belorusija na svojem poskusnem seznamu pet nepremičnin.
| Ime                                                      | Slika                                                                | Lokacija                             | Leto vpisa | UNESCO kriterij      | Opis |
| -------------------------------------------------------- | -------------------------------------------------------------------- | ------------------------------------ | ---------- | -------------------- | --- |
| Avgustovski prekop*                                      | River canal, vegetation on both sides                                | Grodnenska oblast                    | 2004       | i, ii (kulturno)     | Avgustovski prekop je bil zgrajen v letih 1823-1839, da bi zagotovil neposredno povezavo med dvema velikima rekama, reko Vislo (skozi reko Biebrzo – pritok reke Narev) in reko Nemen (skozi njen pritok – reko Čarna Hanča). Poleg tega je zagotavljal povezavo s Črnim morjem na jugu preko prekopa Oginski, reke Daugave, prekopa Berezina in reke Dneper. Omogočal je, da so trgovske poti zaobšle ozemlje Vzhodne Prusije, ki je pred tem uvedla visoke carine za tranzit poljskega in litovskega blaga čez svoje ozemlje. Tehnična dediščina prekopa vključuje zapornice, jezove, vlečne poti ter ceste in mostove. Prekop je zdaj na ozemlju Belorusije in Poljske, zaradi česar je nominacija transnacionalna. |
| Cerkev Odrešenika in stolnica sv. Sofije v mestu Polotsk | White church with green roof and two bell towers, side view          | Polotsk, Vitebska oblast             | 2004       | i, ii (kulturno)     | Cerkev Odrešenikovega spremenjenja je bila zgrajena med letoma 1152 in 1161 v starodavnem ruskem slogu po naročilu princese sv. Evfrozine Polotske. Od 16. do 19. stoletja so jo uporabljali jezuiti. Stolnica sv. Sofije je bila prvotno zgrajena v 11. stoletju, vendar je bila obnovljena najprej po požaru leta 1447 in nato v 18. stoletju po veliki severni vojni, tokrat v baročnem slogu. Glavno pročelje krasijo okrasni elementi v slogu rokokoja. |
| Cerkev sv. Borisa in Gleba (Kaloža) v mestu Hrodna       | Church made of brick and stone, side view                            | Grodnenska oblast                    | 2004       | i, ii (kulturno)     | Cerkev je bila zgrajena v 1180-ih iz opeke in kamna. Cerkev je v naslednjih stoletjih doživela vrsto prenov, delno pa se je zaradi plazu podrl visok breg reke Nemen, kjer je cerkev. Od prvotne strukture sta ostali dve steni, tri apside in dva stebra. Še vedno je aktiven kraj čaščenja. |
| Trdnjavske cerkve v Belorusiji, na Poljskem in v Litvi   | White and red church with two bell towers, side view                 | Grodnenska oblast in Vitebska oblast | 2004       | i (kulturno)         | Ta nominacija trenutno vključuje tri utrjene cerkve v Belorusiji, cerkev rojstva Blažene Device Marije v Muravanki (na sliki), cerkev svetega Mihaela v Sinkavičih in cerkev svetega Janeza Krstnika v Kamaju. Cerkve so bile zgrajene v 16. in 17. stoletju in so bile pogosto prenovljene zaradi poškodb po vojnah ali požarih. |
| Bogoslužna lesena arhitektura (17.–18. st.) na Polesju   | Blue wooden church with a single bell tower in the middle, side view | Brestska oblast                      | 2004       | i, ii,iii (kulturno) | Ta nominacija zajema leseno arhitekturo v regiji Polesje, saj je bil les že stoletja glavni gradbeni material. V 17. in 18. stoletju sta se pojavili dve vrsti polejskih arhitekturnih šol: zahodno polesje in vzhodno polesje. Primer je cerkev sv. Nikite v Zditovem (na sliki), ki je bila prvič zgrajena leta 1502 in kasneje razširjena. |